# نامه پلینی جوان در مورد مسیحیان

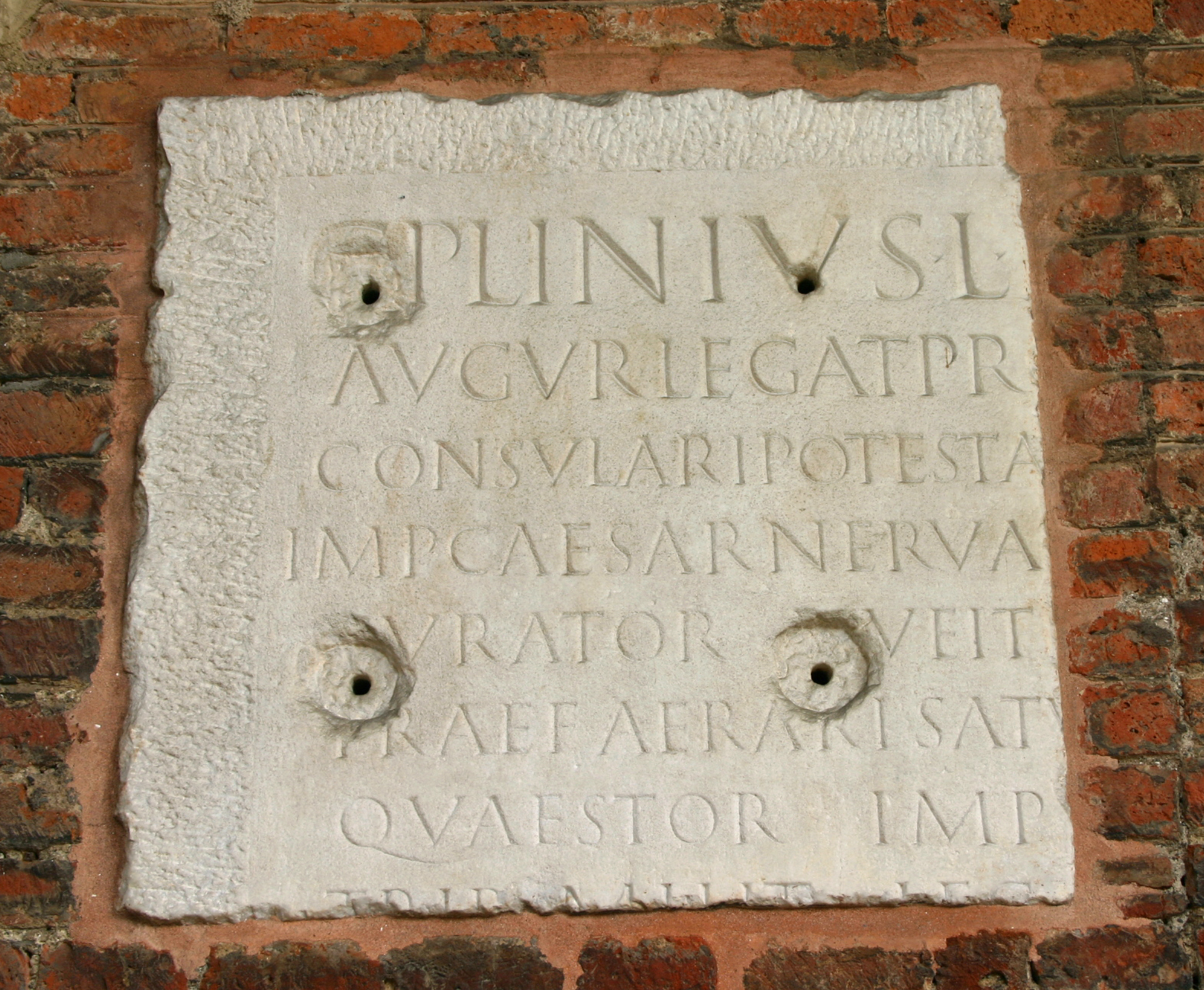
قطعه ای از کتیبه ای با نام پلینی، بازیلیکای سنت آمبروجیو، میلان

نامه پلینی جوان در مورد مسیحیان (انگلیسی: Pliny the Younger on Christians) نامه است که پلینی جوان، فرماندار رومی بیتینی و پنتوس (اکنون در ترکیه امروزی) به امپراتور روم تراژان در حدود سال ۱۱۲ پس از میلاد نوشت و در مورد برخورد با جامعه مسیحی اولیه از او مشورت خواست. نامه (Epistulae X.96) شرحی از چگونگی محاکمه‌های پلینی بر مسیحیان مظنونی که در نتیجه اتهامات مبهم در برابر او ظاهر شدند، انجام داد و از امپراتور راهنمایی می‌خواهد که چگونه باید با آنها رفتار شود.
نه پلین و نه تراژان به جرمی که مسیحیان مرتکب شده بودند، به جز مسیحی بودن، اشاره نمی‌کنند. دیگر منابع تاریخی نیز پاسخ ساده ای به این جنایت ارائه نمی‌دهند، اما به احتمال زیاد به دلیل امتناع سرسختانه مسیحیان از پرستش خدایان رومی است. آنها را به عنوان مخالف حکومت روم جلوه می‌دهد.